# Peter Wylde
Peter Wylde (* 30. Juli 1965 in Boston, Massachusetts) ist ein US-amerikanischer Springreiter und Olympiasieger.
Bei den Olympischen Spielen 2004 in Athen gewann Wylde gemeinsam mit McLain Ward, Beezie Madden und Chris Kappler Mannschaftsgold für die Vereinigten Staaten.
Wylde lebt in Wellington, Florida und betreibt dort einen Turnierstall.

## Pferde

### Ehemalige Turnierpferde
- Hello Sanctos (* 2002, ging zuvor unter dem Namen Sanctos van het Gravenhof im Sport), brauner Belgischer Sportpferde-Wallach, Vater: Quasimodo van de Molendreef, Muttervater: Nabab de Reve; zuvor von Katharina Offel[1], Koen Vereecke, Alexander Kumps und Willem Greve geritten, zuletzt im Oktober  2019 von Scott Brash im internationalen Sport eingesetzt
- Fein Cera (* 1991; † 2019), braune Stute, Vater: Landadel, Züchter: Harm Thormählen[2], Goldmedaille bei den Olympischen Sommerspielen 2004 mit der Equipe
- Lipton de L’Othain (* 1999), Selle Français-Fuchswallach, Vater: Kashmir van het Schuttershof, Muttervater: Prince du Logis AA, Besitzer: Windward Farm, zuletzt im November 2011 im internationalen Sport eingesetzt
- Mobily Lil Majd (* 2000), brauner KWPN-Wallach, Vater: Nataal, Muttervater: Jus de Pomme, Besitzer: HRH Prince Abdullah Al Saud, zuletzt im August 2014 von Hans Brugman im internationalen Sport eingesetzt
- Zidane 26 (* 2004), dunkelbrauner KWPN-Wallach, Brauner, Vater: Sam R, Muttervater: Sable Rose, Besitzer: Windward Farm, seit April 2019 von Hans-Kaspar Bornhauser geritten
- Whistler (* 2003), brauner KWPN-Hengst, Vater: Holland, Muttervater: Iroko, Besitzer: Louisburg Farm, zuletzt im Juni 2015 von Molly Ashe Cawley im internationalen Sport eingesetzt